# Svartkärrets naturreservat, Uppsala län
Svartkärrets naturreservat är ett naturreservat i Heby kommun i Uppsala län.
Området är naturskyddat sedan 2019 och är 43 hektar stort. Reservatet ligger utmed västra stranden av Råksjön och består av våtmarker, barrskog och gransumpskog.